# Ballendorf
Ballendorf település Németországban, azon belül Baden-Württembergben. Lakosainak száma 680 fő (2023. december 31.).

## Népesség
A település népessége az elmúlt években az alábbi módon változott:
| Lakosok száma | 581  | 644  | 646  | 652  | 688  | 680  |
|               | 1975 | 2017 | 2019 | 2021 | 2022 | 2023 |